# Гозданін (Нижньосілезьке воєводство)
Гозданін (пол. Gozdanin) — село в Польщі, у гміні Згожелець Згожелецького повіту Нижньосілезького воєводства.
Населення — 123 особи (2011).
У 1975-1998 роках село належало до Єленьогурського воєводства.

## Демографія
Демографічна структура станом на 31 березня 2011 року:
|          | Загалом | Допрацездатний вік | Працездатний вік | Постпрацездатний вік |
| -------- | ------- | ------------------ | ---------------- | -------------------- |
| Чоловіки | 53      | 10                 | 40               | 3                    |
| Жінки    | 70      | 12                 | 44               | 14                   |
| Разом    | 123     | 22                 | 84               | 17                   |